# Pierre-François Aubameyang
Pierre-François Aubameyang (* 29. Mai 1965 in Bitam als Pierre-François Aubame-Eyang), früher bekannt als Pierre Aubame oder auch Pierre Aubame Yaya, ist ein ehemaliger gabunischer Fußballspieler und heutiger französischer Fußballtrainer, Scout und Berater.

## Leben
Aubame kam am 29. Mai 1965 im gabunischen Dorf Bitam als Pierre-François Aubame-Eyang zur Welt. Bereits früh in seiner Kindheit zog er nach Frankreich. In seiner Jugend spielte er bei mehreren kleineren Vereinen, bevor er im Alter von 17 Jahren zum Pariser Vorortklub USM Malakoff wechselte, wo er in 33 Spielen fünf Tore erzielte und 1983 Pariser Jugendmeister wurde. Sein Trainer Yves Fercoq war so beeindruckt von seinem Talent, dass er seinem Freund und Trainer des französischen Erstligisten Stade Laval, Michel Le Milinaire, vorschlug, ihn zu verpflichten, was er nach einem überzeugenden Probetraining auch tat. Nach einem Jahr bei Lavals Reserveteam stieg Aubame in die erste Mannschaft auf, wo er bereits bald debütierte. Nach seinem ersten Einsatz in der Division 1 wurde der Trainer der gabunischen Fußballnationalmannschaft Alain de Martigny auf ihn aufmerksam, und Aubame absolvierte seinen ersten Einsatz am 7. Dezember 1985 gegen die Republik Kongo im Rahmen des UDEAC-Cups, welchen man am Ende gewinnen konnte. In den folgenden Jahren avancierte Aubame nach und nach zum Stammspieler bei Stade Laval und in der gabunischen Nationalmannschaft, wo er 1988 zum zweiten Mal den UDEAC-Cup gewann. Deshalb gilt er heute als einer der Pioniere des afrikanischen Fußballs in Europa.
Ende der 1980er Jahre zog sich der defensive Mittelfeldspieler während des Lauftrainings eine Verletzung zu, die ihn einige Monate lähmte. Verschiedene Behandlungen wirkten nicht, und erst nachdem er sich bei einem Chiropraktiker in Behandlung begeben hatte, wurde seine Lähmung wieder geheilt. In der Zwischenzeit stieg sein Verein in die zweite Liga ab. 1991 wechselte er nach zwei Jahren in der Division 2, in denen er zweimal knapp den Aufstieg verpasste, zum AC Le Havre in die erste Liga. Hier konnte sich Aubame sofort als Stammspieler durchsetzen und absolvierte in drei Jahren 95 Spiele, in denen er ein Tor erzielen konnte. 1994 qualifizierte man sich mit der Nationalmannschaft erstmals für die Afrikameisterschaft, wo man in der Vorrunde ausschied. Im gleichen Jahr wechselte der nun zum Abwehrspieler Umfunktionierte zum FC Toulouse in die Division 2, wo er 24 Spiele absolvierte.
Im Sommer 1995 entschied er sich für einen Wechsel in seine Heimat zum FC 105 Libreville, wo er den gabunischen Pokal gewann, den einzigen Titel, den er als Vereinsspieler errang. Im Dezember desselben Jahres verließ der Gabuner seine Heimat, zog mit seiner spanischen Frau, mit der er inzwischen drei Kinder hat, nach Kolumbien und unterschrieb beim dortigen Traditionsverein Atlético Junior. Mit ihm erreichte Aubame das Viertelfinale der Copa Libertadores 1996, wo man am späteren Finalisten América de Cali scheiterte; in der Liga brachte er es aber nur zu einem einzigen Einsatz. Bei der zweiten Teilnahme Gabuns an der Afrikameisterschaft 1996 wurde er zum Kapitän der verjüngten Nationalmannschaft ernannt. Mit Gabun erreichte Aubame Yaya, wie er in seiner Heimat respektvoll genannt wird, das Viertelfinale, wo man erst im Elfmeterschießen gegen den späteren Finalisten Tunesien verlor. Das Erreichen des Viertelfinals stellt bis heute den größten Erfolg in der Geschichte der gabunischen Nationalmannschaft dar. Ein Jahr nach seinem Wechsel zu Atlético Junior verließ die Familie Kolumbien im Dezember 1996 wieder und Aubame heuerte beim italienischen Verein US Triestina an, wo er 18 Partien absolvierte. Nach einem halben Jahr beendete er sein Engagement in Italien wieder und kehrte nach zwei Jahren nach Frankreich zurück.
Zur Saison 1997/98 wechselte der Abwehrspieler zum amtierenden französischen Pokalsieger OGC Nizza in die zweite Liga Frankreichs. Hier konnte er sich als Stammspieler durchsetzen und bestritt hier auch seine einzigen drei Europapokal-Einsätze in der 1. und 2. Runde des Europapokals der Pokalsieger. Dennoch verließ er den Verein zu Beginn der Saison 1998/99 und war in den folgenden drei Jahren vereinslos. Seinen letzten von mindestens 74 Einsätzen in der gabunischen Nationalmannschaft absolvierte Aubame am 7. Oktober 1998 im Afrika-Cup-Qualifikationsspiel gegen Mauritius. Im Jahr 2001 schloss er sich dem Viertligisten FC Rouen an, wo er nochmals 29 Einsätze und vier Tore verbuchen konnte und am Ende der Saison in das Championnat National aufstieg. Daraufhin beendete er im Alter von 37 Jahren seine Karriere.
Nach dem Ende seiner Karriere wurde er als Talentsichter beim italienischen Spitzenklub AC Mailand, wo sein Sohn Catilina spielte, angestellt. Unter anderem scoutete er erfolgreich den späteren Fußballer des Jahres Frankreichs, Yoann Gourcuff, und lotste auch seinen Sohn und späteren Afrikas Fußballer des Jahres, Pierre-Emerick, zum Klub. Von 2006 bis 2010 war er Gabuns Co-Trainer unter Alain Giresse. Nach dessen Entlassung im Februar 2010 wurde Aubame zum Trainer der gabunischen Liga-Auswahl ernannt, mit der er sich für die Afrikanische Nationenmeisterschaft 2011 qualifizierte, wo man in der Vorrunde scheiterte. Dann trainierte er bis 2013 die U-21-Nationalmannschaft seines Landes und parallel dazu den gabunischen Verein FC Sapins. Danach beendete er seine Engagements und fungierte im Folgenden als Berater seiner Söhne. Seit 2014 ist er wieder Co-Trainer der gabunischen A-Nationalmannschaft unter Jorge Costa.

## Erfolge

### Nationalmannschaft
- UDEAC-Cup-Sieger (2): 1985, 1988
  - Dritter (1): 1987
- Afrika-Cup: Viertelfinalist 1996, Vorrunde 1994

### Verein
USM Malakoff (1982–1984)
- Pariser Jugendmeister (1): 1982/83

FC 105 Libreville (1995)
- Gabunischer Pokalsieger (1): 1995

FC Rouen (2001–2002)
- Aufstieg in die Division 3 (1): 2001/02

## Sonstiges
Aubame erwarb während seiner Fußballerkarriere die französische Staatsbürgerschaft und sollte im Zuge dessen einen Namen seines Doppelnachnamens Aubame-Eyang aufgeben, doch stattdessen verband er beide und kreierte den Nachnamen Aubameyang, den fortan er und seine Kinder trugen.
Er ist mit einer Spanierin verheiratet und ist der Vater von Catilina, Willy und Pierre-Emerick Aubameyang. Letzterer ist Kapitän und Rekordtorschütze seines Heimatlandes Gabun und zudem einer der erfolgreichsten afrikanischen Fußballspieler in der Bundesliga-Geschichte.
Aubame nimmt regelmäßig an Spielen der Traditionself vom Paris FC teil.